# Epanastasis sophroniellus
Epanastasis sophroniellus – gatunek motyli z rodziny Autostichidae i podrodziny Symmocinae.

## Taksonomia
Gatunek ten opisany został po raz pierwszy w 1894 roku przez Hansa Rebela pod nazwą Holcopogon sophroniellus na łamach „Annalen des Naturhistorischen Museums in Wien” w publikacji współautorstwa Aloisa Friedricha Rogenhofera. Jako lokalizację typową wskazano Teneryfę. W 1908 roku umieszczony został w nowym, monotypowym wówczas rodzaju Epanastasis przez Thomasa de Greya Walsinghama na łamach „Proceedings of the Zoological Society of London”. W tej samej publikacji Walsingham opisał Symmoca aegrella, który potem umieszczany był w rodzaju Chersogenes, a ostatecznie zsynonimizowany został z E. sophroniellus.

## Morfologia i zasięg
Motyl o rozpiętości skrzydeł dochodzącej do 14 mm. Głowę ma jasnoochrową, o czułkach niemal dorównujących długością przedniemu skrzydłu, lekko piłkowanych, pozbawionych grzebykowania, głaszczkach szczękowych krótkich, a głaszczkach wargowych zaś piaskowoochrowych, porośniętych sterczącymi łuskami, o członie ostatnim nieprzekraczającym połowy długości przedostatniego. Tułów jest wygładzony, jasnoochrowy. Skrzydła przednie są wydłużone, lancetowate, jasnoochrowe z beżowym nakrapianiem. Skrzydła tylne są słomkowe, ku szczytom brązowiejące, o silnie ukośnym przebiegu krawędzi zewnętrznych. Odnóża są piaskowoochrowe. Podobnej barwy jest gładki odwłok.
Owad palearktyczny, makaronezyjski, endemiczny dla hiszpańskiego archipelagu Wysp Kanaryjskich, znany z Teneryfy i Gran Canarii.